# 無可慰藉
《無可慰藉》（英語：The Unconsoled），亦翻译作《無可撫慰》，是诺贝尔文学奖得主石黑一雄的小說，1995年由費伯出版社發行，并贏得了該年度的契爾特納姆文學獎。小說讲述一名年輕的鋼琴家來到一個平靜的中欧小鎮表演，在這個小鎮的三天期间发生的故事。本书常被认为是石黑一雄最好的作品之一。

## 情節梗概
主要以國際知名鋼琴家萊德的第一人稱視角敘述。他抵達一座不具名的中歐城市，準備在週四夜晚舉行一場具有「改變整個城市文化命運」意義的重要演奏會。當地人對這場音樂會寄予厚望，視為重振藝術與精神的希望。儘管萊德本來應有緊密的行程安排，但他發現自己不斷被各種莫名其妙的任務打斷。
行李員古斯塔夫請萊德與他的女兒蘇菲談話，以解決多年來的家庭問題。而萊德在過程中發現自己與蘇菲及其兒子波里斯，似乎有某種模糊的過去與情感牽連。飯店經理的兒子史蒂芬則希望萊德能指點他的演奏，並藉由周四之夜的演出緩解他與父母間尷尬的關係。此外萊德也被牽扯到酗酒的指揮家布洛斯基與柯林斯小姐的失和關係中。
小說場景常常無預警地轉換地點或視角。例如萊德明明剛剛在飯店大廳，下一刻卻出現在郊區的某個家庭聚會中；又或者他與一位多年不見的熟人對話，對方卻說他們昨天才剛見面。時間在這部小說中失去了線性邏輯，像是夢境一般斷裂與重組。
隨著劇情發展，萊德開始懷疑自己的記憶與判斷。他逐漸意識到，自己與許多事件或人物其實有著更深的聯繫，但他卻無法清楚地釐清。整個城市彷彿將他視為一位救世主，但他不斷錯過關鍵時刻，或陷入與人的情感糾結。最終，演奏會仍未舉行，萊德在一片混沌與焦慮中結束了這趟旅程。